# Bar (Czarnogóra)

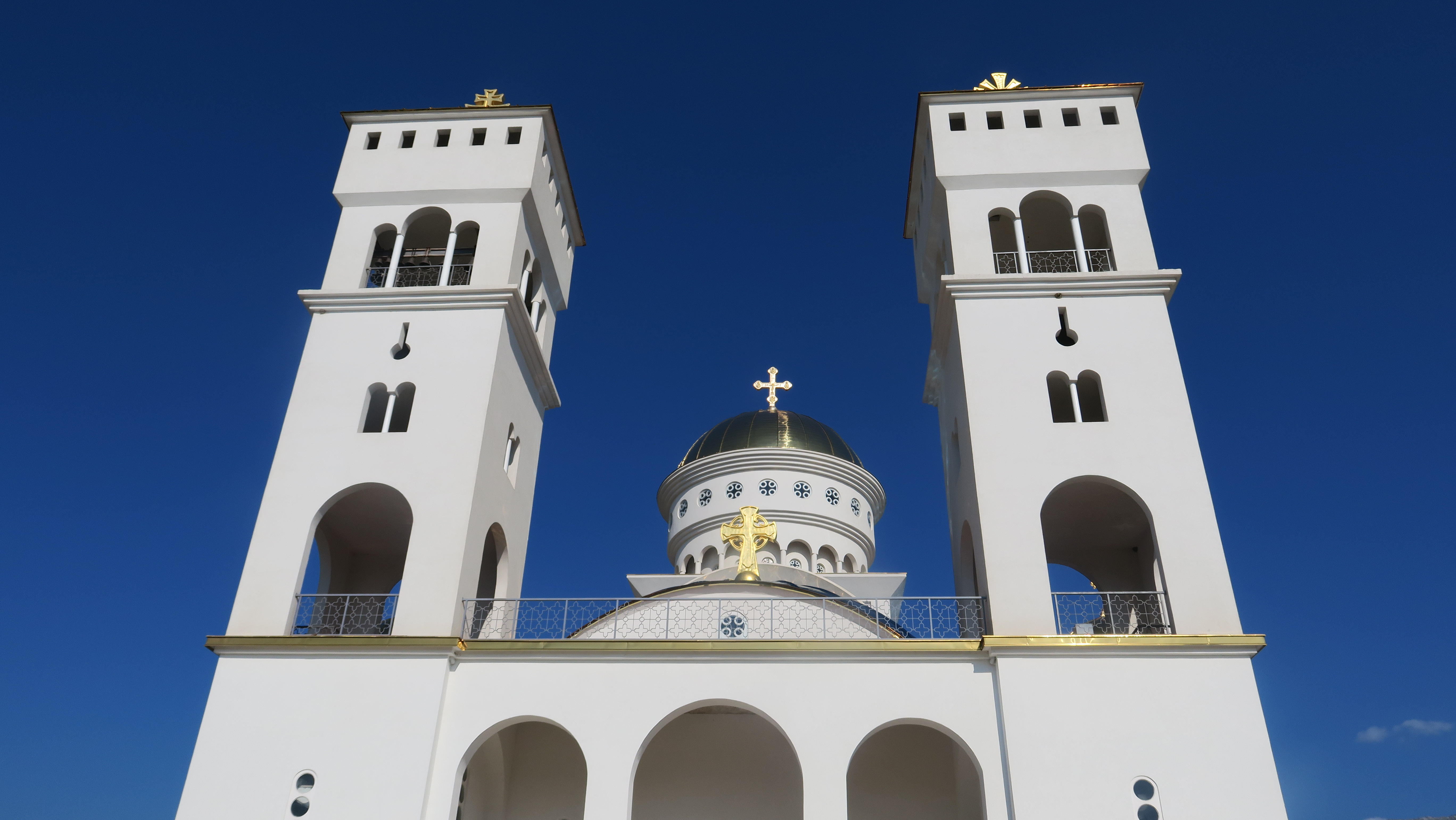
Cerkiew św. Jana Włodzimierza w Barze

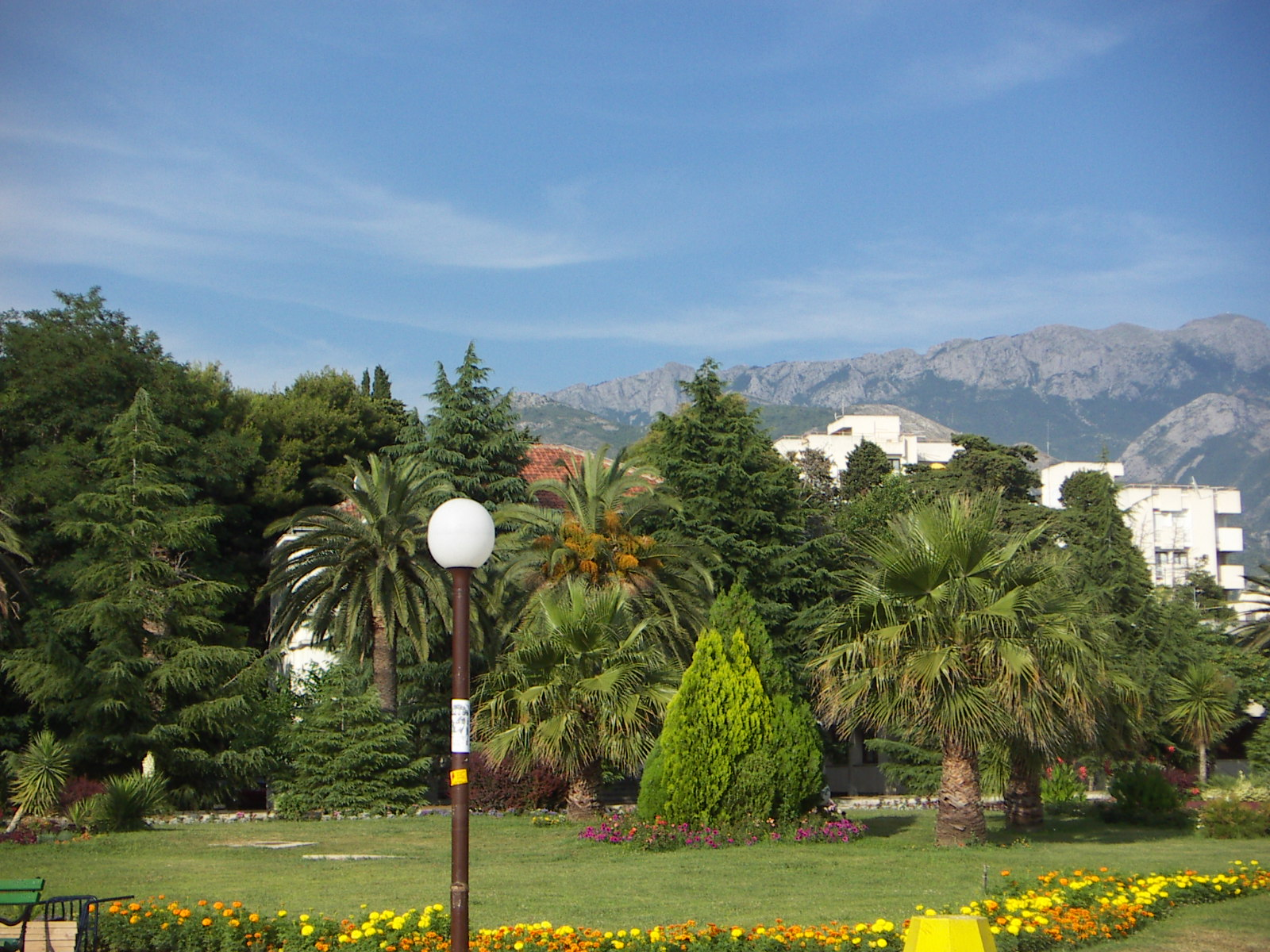
Centrum Baru

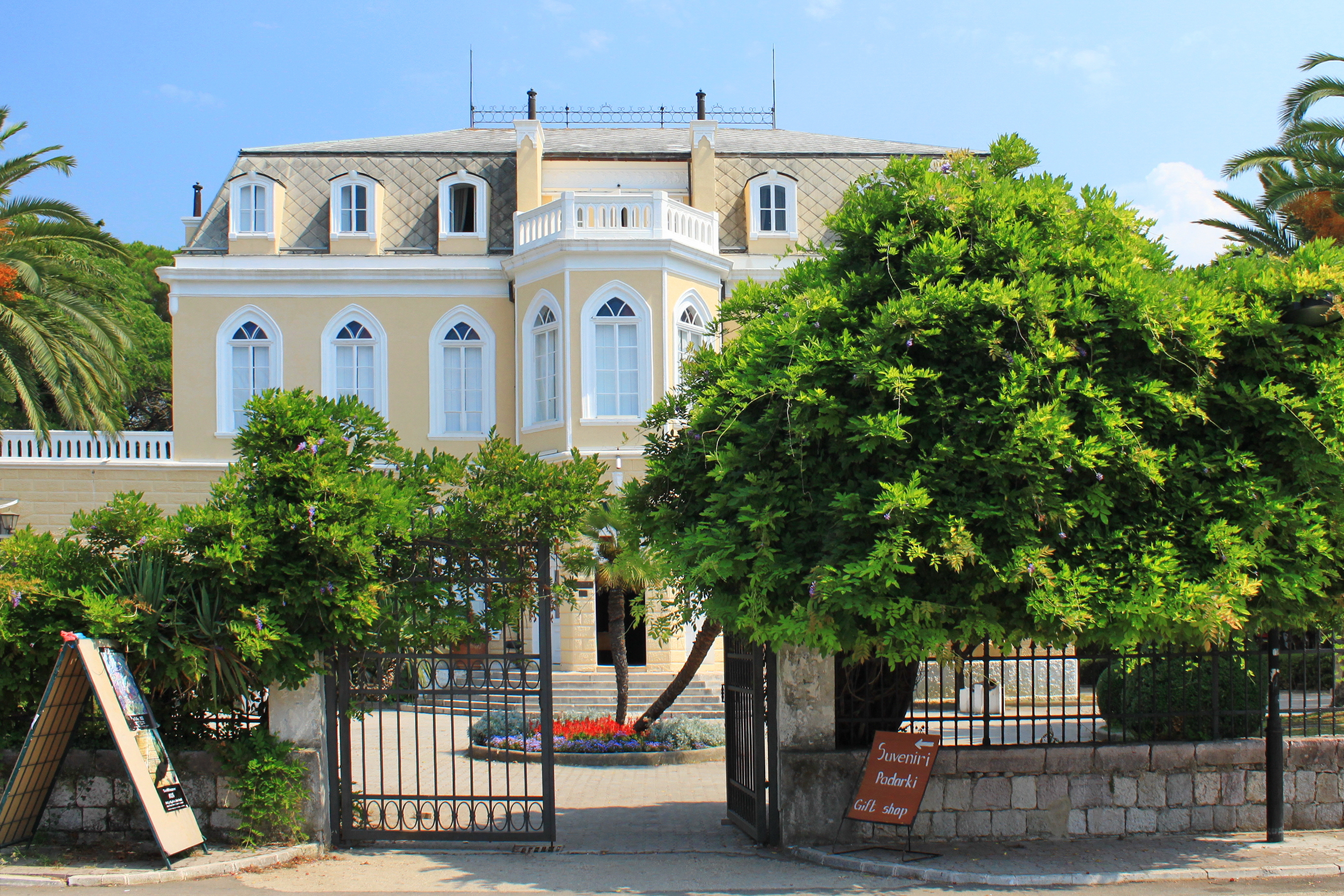
Pałac króla Mikołaja

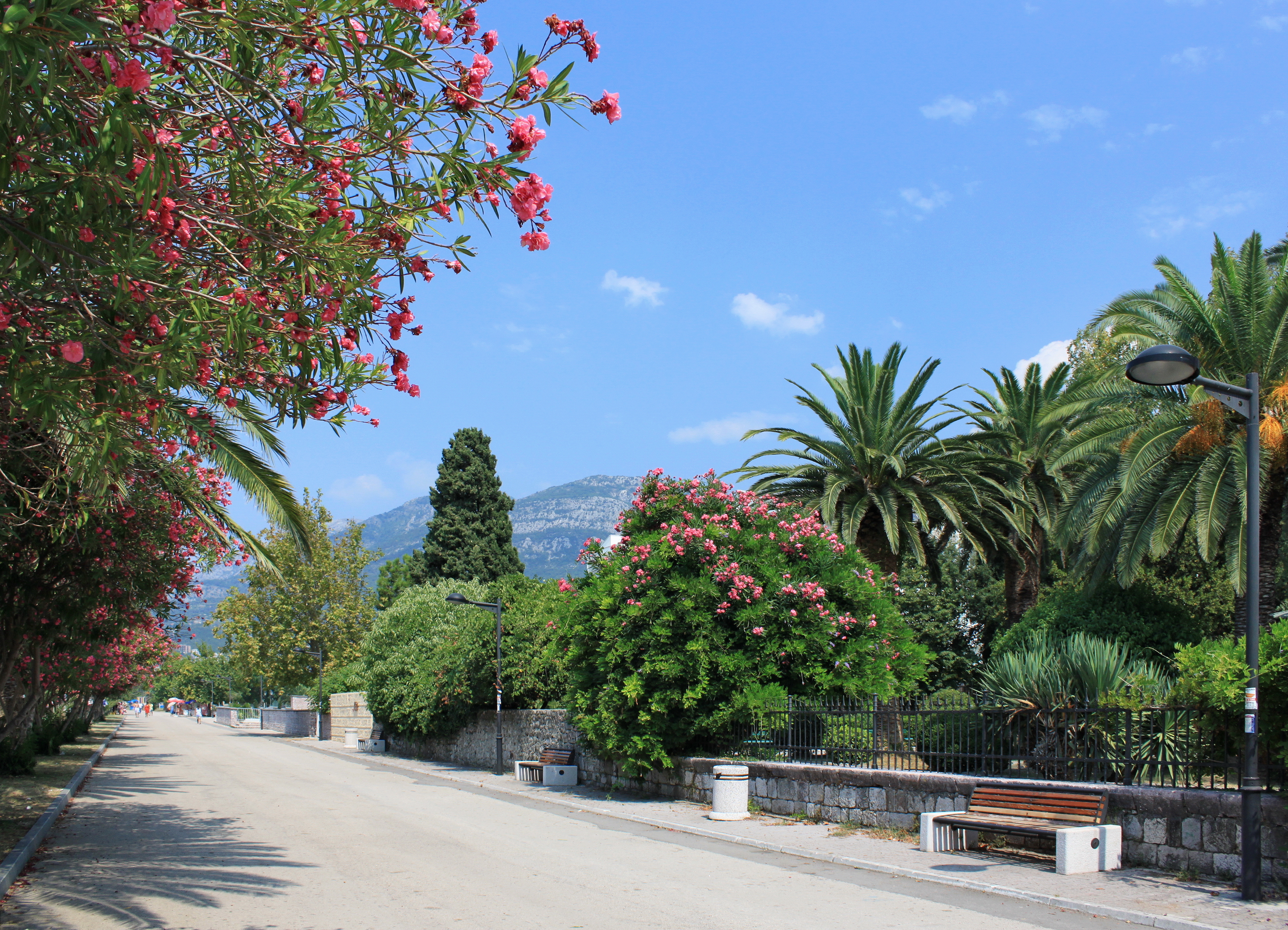
Promenada w Barze

Bar (cyr. Бар, wł. Antivari) – miasto w południowej Czarnogórze, siedziba gminy Bar.

## Geografia
Bar leży nad Morzem Adriatyckim. Stanowi duży ośrodek komunikacyjny, z uwagi na: zlokalizowany tu największy port morski w Czarnogórze (i zarazem jeden z najważniejszych portów morskich byłej Jugosławii), stację końcową linii kolejowej z Belgradu i Podgoricy oraz przebiegającą przez miejscowość trasę europejską E851 (fragment Magistrali Adriatyckiej). Posiada połączenia promowe z portami Ankona i Bari po drugiej stronie Adriatyku. Główny kurort turystyczny Riwiery Barskiej i jeden z największych ośrodków turystycznych czarnogórskiego wybrzeża. Dzieli się na Stary Bar i Nowy Bar.

## Historia
Za czasów rzymskich była tu osada Antibarum, nazwana tak z powodu swojego położenia naprzeciw włoskiego miasta Bari. W kronikach Bar pojawił się dopiero około X-XI stulecia, jako Antibareos i Antibaros. W latach 1247–1252 biskupem miasta był Jan di Piano Carpini. Na początku XVI wieku Bar podbity został przez Turków, którzy zbudowali tu twierdzę, którą Czarnogórcy odzyskali dopiero w 1878 roku.
Miasto ucierpiało wskutek trzęsienia ziemi w 1979. Od tego kataklizmu stara część miasta została opuszczona. Mimo atrakcyjności turystycznej zrujnowanej starówki od kilku lat trwają powolne prace mające na celu podniesienie Starego Baru z gruzów. Obecnie w Starym Barze znajduje się jedno z najlepiej zachowanych miast warownych, którego powstanie datuje się na VI w. Całość zajmuje spory teren, stanowiący zwartą, otoczoną murami, malowniczo położoną na wzniesieniu, urbanistycznie ciekawą całość. Istnieją tu dziesiątki budowli w różnym stanie zachowania. Stary Bar był zamieszkany i przebudowywany przez przeszło tysiąc lat, zwiedzić tu można np. kamienną wieżę zegarową z XIX w. Istnieje też dobrze zachowany turecki akwedukt, doprowadzający wodę do miasta z pobliskich gór. Najstarsze zabytki znalezione tu datują się z czasów rzymskich.

## Ludność
W 2023 roku liczyło 46 171 mieszkańców.
- 1981 – 6742
- 1991 – 10 971
- 2003 – 13 719
- 2011 – 17 727
- 2023 – 46 171

Narodowości (1961-2003)
| Grupa etniczna | 1961 %        | 1971 %        | 1981 %        | 1991 %        | 2003 %        |
| -------------- | ------------- | ------------- | ------------- | ------------- | ------------- |
| Czarnogórcy    | 21 844 88,87% | 17 769 64,42% | 20 899 64,23% | 18 989 50,86% | 18 919 47,25% |
| Serbowie       | 387 1,61%     | 1 208 4,37%   | 1 263 3,88%   | 3 597 9,63%   | 11 084 27,68% |
| Albańczycy     | 1 919 7,8%    | 4 273 15,49%  | 4 109 12,62%  | 4 672 12,51%  | 3 046 7,61%   |
| Muzułmanie     | 10 0,04%      | 2 701 9,79%   | 2 242 6,89%   | 5 178 13,87%  | 2 575 6,43%   |
| Boszniacy      | b.d.          | b.d.          | b.d.          | b.d.          | 919 2,3%      |
| Chorwaci       | 266 1,08%     | 273 0,98%     | 231 0,71%     | 191 0,51%     | 259 0,65%     |
| Jugosłowianie  | 46 0,18%      | 955 3,46%     | 3 054 9,38%   | 2 719 7,28%   | 163 0,41%     |
| inni           | 115 0,42%     | 401 1,49%     | 737 2,29%     | 1 985 5,34%   | 600 1,5%      |
| niezdecydowani | b.d.          | b.d.          | b.d.          | b.d.          | 1 584 3,96%   |
| brak danych    | b.d.          | b.d.          | b.d.          | b.d.          | 888 2,22%     |
| Razem          | 24 587 100%   | 27 580 100%   | 32 535 100%   | 37 331 100%   | 40 037 100%   |

## Miasta partnerskie
- Bor, Serbia

## Sport
W 2013 miasto było gospodarzem siatkarskich Mistrzostw Europy Kadetek.